# Epirosmanol
L'epirosmanol és un diterpè de lactona amb la fórmula molecular C20H26O5.
Es troba en el romaní (Salvia rosmarinus) i en la sàlvia (Salvia officinalis) .
L'epirosmanol i els seu isòmer, Isorosmasnol, tenen activitats antioxidants 